# Les Folles Furieuses
 (juillet 2017).
Si vous disposez d'ouvrages ou d'articles de référence ou si vous connaissez des sites web de qualité traitant du thème abordé ici, merci de compléter l'article en donnant les références utiles à sa vérifiabilité et en les liant à la section « Notes et références ».
Les Folles Furieuses est un groupe de super-vilaines créé par Jack Kirby appartenant à l'univers DC Comics. Composé uniquement de femmes guerrières, le groupe fait sa première apparition dans Mister Miracle #6 de février 1972.

## Biographie fictive
Entraînées d'une main de fer par Mamie Bonheur, les Folles Furieuses sont extrêmement dévouées à Darkseid. Il leur arrive parfois de se battre entre elles pour se disputer qui sera à la tête du groupe. Big Barda était leur chef jusqu'à ce qu'elle s'enfuit sur Terre avec Mister Miracle et des super héroïnes comme Supergirl ou Knockout étaient jadis membres des Folles Furieuses.
Il existe aussi une version masculine des Folles, les Fous furieux, beaucoup moins puissant toutefois que les guerrières dévouées de Darkseid.
La plupart des Folles étaient de race des New Gods, mais Mamie Bonheur acceptait quand même d'entraîner des guerrières d'autres races. La seule humaine à avoir été membre des Folles Furieuses était Alianna Hubbard. Elle a été entraînée par Mamie Bonheur pour tuer Mister miracle dans Mister Miracle #25, sa force et pouvoir étant aussi dévastatrices que celle de Big Barda, selon Mister Miracle. Big Barda s'étant enfui sur Terre, des membres des Folles baptisées plus tard The Four Furies ont été chargées par Mamie Bonheur de la ramener à Apokolips. Mais Barda réussit à les convaincre de l'aider et rester quelque temps sur terre. Plus tard, les The Four Furies retournèrent sur Apokolips mais furent sévèrement punies par Mamie Bonheur pour avoir désobéi à ses ordres.
Darkseid utilise les Folles Furieuses pour exécuter ses ambitions dévastatrices. Durant plusieurs missions qui leur ont été confiées, elles ont affronté bon nombre de super héros tel Superman, Wonder Woman, Batman, ou le groupe de super vilains Escadron Suicide.
Après la fin du 4e monde, dans la série de comics Final Crisis, Mary Marvel lâcha l'équation de l'Anti-Vie pour créer une nouvelle génération de Folles Furieuses avec des super héroïnes ou vilaines venues de la Terre comme Wonder Woman, Batwoman, Catwoman ou Giganta.

## Membres
Les membres des Folles Furieuses sont pour la plupart originaires d'Apokolips et de la Terre.
| Membre              | Première apparition                               | Descriptions |
| ------------------- | ------------------------------------------------- | --- |
| Artemiz             | escadron suicide #35 (Novembre 1989)              | Artemiz (aussi connue sous le nom d'Artemis) est une chasseuse armée d'une arc. Elle a été recrutée chez les Folles Furieuses après que Lashina eut été présumée morte. Elle était plus tard toujours présente dans d'autres versions des folles. |
| Bernadeth           | Mister Miracle #6 (Fevrier 1972)                  | Bernadeth est la sœur de Desaad, le bras-droit de Darkseid. Elle fut l'une des premières à intégrer l'équipe des Folles. Quand Big Barda fuyait sur terre avec Mister Miracle, Bernadeth essayait en vain d'être à la tête du groupe, Darkseid désignant Lashina pour être leur nouvelle leader. Durant leur première mission sans Barda, Bernadeth tentait de piéger Lashina, voulant la tuer. Lashina retourna plus tard à Apokolips avec l'Escadron Suicide et tua Bernadeth. Voyant que Lashina avait osé amener des étrangers sur Apokolips, Darkseid ressuscita Bernadeth et désintégra Lashina de ses rayons omega. L'arme de Bernadeth peut brûler de l'intérieur ses victimes. |
| Big Barda           | Mister Miracle #4 (Octobre 1971)                  | Big Barda était la première chef des Folles jusqu'à ce qu'elle s'enfuit sur terre avec Mister Miracle. Elle menait souvent bataille contre ses anciennes amies des Folles Furieuses. Elle accepta plus tard d'être reconduite a la tête des Folles pour vaincre Grail, la fille de Darkseid. |
| Bloody Mary         | Hawk and Dove #21 (février 1991)                  | Bloody Mary est une vampire capable d'hypnotiser et d'absorber l'énergie de ses victimes. Elle a été tuée par Infinity-Man pendant le massacre des New Gods |
| Gilotina            | Mister Miracle #8 (Mai 1972)                      | Gilotina était une des Folles Furieuses Junior. Elle quitta plus tard le groupe a cause des échecs répétitifs de missions que lui confiait Mamie Bonheur. Elle a été ensuite invitée par Superboy pour rejoindre le Projet Cadmus. Elle retourna bien plus tard sur Apokolips pour être a la tête des Folles, mais cette période fut de courte durée. Elle combat avec des sabres. |
| Knockout            | Superboy #1 (Février 1994)                        | Knockout était membre des Folles mais décida plus tard,comme Barda, de s'enfuir et de vivre sur terre. |
| Lashina             | Mister Miracle #6 (fevrier 1972)                  | Lashina est parmi les membres fondateurs des Folles et a été chef du groupe à plusieurs reprises. Lashina possède plusieurs fouets qu'elle peut charger avec de l'électricité . |
| Mad Harriet         | Mister Miracle #6 (Février 1972)                  | Mad Harriet est aussi parmi les membres fondateurs du groupe. Imprévisible et un peu cinglée, elle est extrêmement dévouée à Darkseid. Mad Harriet possède des griffes pointues qu'elle peut charger d'énergie . |
| Malice Vundabar     | Hawk and Dove #21 (Février 1991)                  | Malice Vundabar est la nièce de Virman Vundabar et possède une apparence de fille sage et innocente, mais elle est en réalité la plus vicieuse des Folles Junior. Elle possède une ombre démon nommée Cheesure qu'elle utilise pour terrasser ses adversaires . |
| Speed Queen         | Hawk and Dove #21 (Fevrier 1991)                  | Speed Queen est un membre des Folles Furieuses junior. Elle possède des roller sur lesquelles elle peut se déplacer à une vitesse vertigineuse. Elle a été tuée par Infinity-Man pendant la mort des New Gods. |
| Stompa              | Mister Miracle #6 (Février 1972)                  | Stompa est une femme au physique imposante.Elle est la plus forte et endurante du groupe mais a été présumée morte tuée par la lance de Big Barda. Pourtant elle apparut plus tard en bonne santé. Stompa possède des bottes sismiques qu'elle utilise pour créer des tremblements de terre en donnant des coups de pied au sol. |
| La mère de Twilight | Supergirl #27 (Décembre 1998)                     | Son nom est inconnu. Elle s'échappa d'Apokolips et laissa sa fille sur terre. |
| Wunda               | Seven Soldiers: Mister Miracle #1 (Novembre 2005) | Wunda est une membre récente des Folles Furieuses. C'est une New God à la peau sombre dont les pouvoirs sont basés sur la lumière. |

## Apparitions dans d'autres médias
- Superman: The Animated Series (série animée)
- Justice League Unlimited (série animée)
- Batman: The Brave and the Bold (série animée)
- Smallville (Saison 10 épisode abandoned) (TV)
- DC Super Hero Girls (série animée)
- Superman/Batman : Apocalypse[8] (Film d'animation sorti directement sur DVD, 2010)